# Almaz 79M6 Kontakt
Il 79M6 Kontakt è stato un missile anti-satellite aviolanciato multistadio, sviluppato e costruito dall'azienda sovietica NPO Almaz tra la fine degli anni settanta e gli anni ottanta su specifiche della Voenno-vozdušnye sily SSSR (V-VS). Questo missile, che poteva essere lanciato tramite una versione appositamente modificata dell'aereo da caccia Mikoyan-Gurevich MiG-31, non entrò mai in servizio operativo, ed il programma fu cancellato alla metà degli anni novanta del XX secolo.

## Storia del progetto

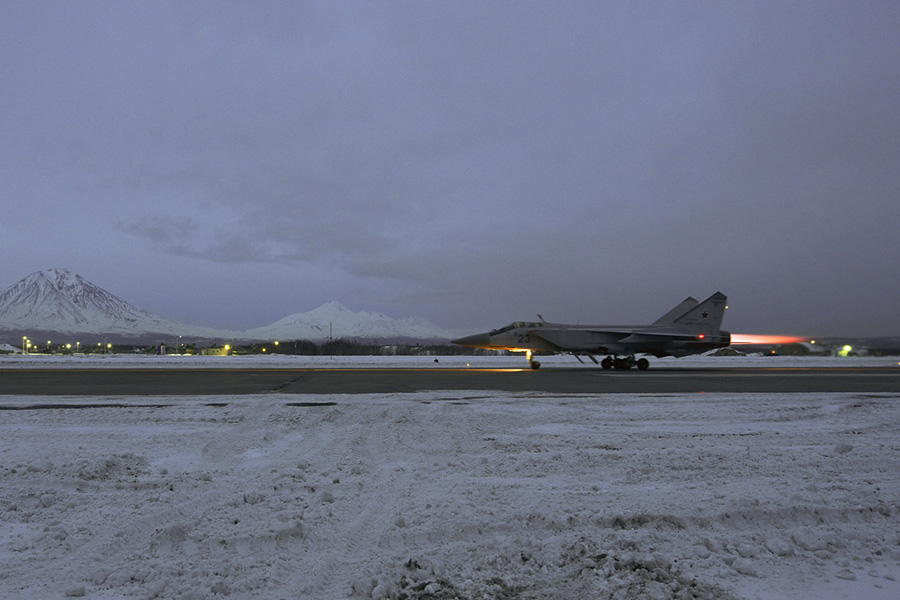
Un caccia intercettore Mikoyan-Gurevich MiG-31 in fase di decollo.

Nel 1978 il bureau TsKB Almaz iniziò la progettazione, con bassa priorità, di un missile anti-satellite aviotrasportato designato 79M6 KONTAKT. Dopo il primo lancio sperimentale del missile antisatellite statunitense Vought ASM-135 ASAT, lo sviluppo di un analogo sistema sovietico, designato 30P6 KONTAKT, subì una improvvisa accelerazione. Si trattava di un missile tristadio, con  motori a propellente solido, lungo 10 m, del diametro di 0,74 m, pesante 4.550 kg, in grado di portare una testata bellica del peso di 20 kg. Per il suo utilizzo, il 6 gennaio 1983, la Commissione Militare-Industriale autorizzò lo sviluppo, presso l'OKB Mikoyan-Gurevic, di una apposita versione del caccia intercettore pesante MiG-31. I lavori di progettazione di questa versione del velivolo, designata MiG-31D (Izdelye 07), incominciarono il 27 novembre 1984 con l'emissione di un apposito decreto del Comitato Centrale del PCUS. Il progetto preliminare del MiG-31D fu confermato nel 1985, seguito dall'emissione dei disegni tecnici ufficiali per la produzione presso la fabbrica di Gorky. I due prototipi dell'aereo ricevettero i  codici "071" e "072" che furono dipinti sulla parte anteriore della fusoliera. Il primo aereo andò in volo per la prima volta il 17 gennaio 1987 nelle mani dei collaudatori Aviard G. Fastonets (pilota) e Leonid Popov (navigatore), ed era privo del radar rimpiazzato da una zavorra di 200 kg, e con il radome trasparente sostituito da uno metallico. Le carenature nella fusoliera destinate ad ospitare i sei missili aria-aria Vympel R-33 (AA-9 Amos) della versione di serie erano state ricoperte, lasciando posto a un pilone centrale retrattile destinato al lancio del missile ABM. La presenza di questo ordigno recava disturbo alla stabilità del velivolo, e per ovviare a questo inconveniente furono installate delle derive verticali (LERX) alle estremità alari. 
Il secondo prototipo andò in volo per la prima volta nelle mani dei collaudatori Anatoly Kovchur e Leonid Popov.
Tutti i voli vennero effettuati dopo il tramonto, al fine di evitare che l'aeroporto fosse nel raggio d'azione dei satelliti statunitensi ELINT, cosa che avveniva per solo due notti a settimana. Per motivi di segretezza i due aerei erano stabilmente ricoverati all'interno di un hangar da dove erano tirati fuori solo al momento dei voli, e in questi casi ogni attività sull'aeroporto veniva sospesa, compresa quella dei voli nelle vicinanze.
Dopo i primi collaudi furono stabiliti i parametri ottimali per il lancio. Prima del decollo venivano inserite nel computer di bordo le caratteristiche ottimali di un satellite virtuale, dato che era vietata ogni intercettazione reale. In base a questi dati l'aereo raggiunta una quota di 15-16.000 metri iniziava una cabrata con angolo di 18° alla velocità di 2,2 Mach lanciando quindi il missile. A questo punto esso agiva indipendentemente effettuando l'intercettazione virtuale e poi si autodistruggeva. L'esito del collaudo veniva determinato dalla distanza alla quale il missile era passato vicino alla posizione del finto satellite.
All'inizio degli anni novanta del XX secolo i due aerei furono trasferiti in Kazakistan, stanziati presso il poligono di Sary-Šagan dove ricevettero il radar Almaz 45Zh6 KRONA. Tutti i lanci di prova effettuati su questo poligono seguivano le rigide disposizioni previste per i precedenti, nessuna carica esplosiva e bersaglio virtuale. I collaudi terminarono nel 1995, dopo circa 100 lanci sperimentali. Essendo facilmente trasportabile tra gli aeroporti dell'Unione Sovietica e avendo una certa flessibilità di utilizzo rispetto ai sistemi antisatellite di base a terra, il sistema 30P6 KONTAKT poteva raggiungere satelliti fino a 600 km di altezza, con inclinazione da 50° a 104° contro gli oltre 1.500 km dell'ultima versione del sistema IS-A.

### Fonti
1. 1 2 3 4 5 6 7 8 9 10 11 12 13 14 15 16  Fiorini 2021, p. 93.
2. 1 2 3 4  Gunston, Gordon 1998, p. 229.
3. 1 2  Gordon 2005, p. 96.
4. ↑  Gordon 2005, p. 95.
5. 1 2  Fiorini 2021, p. 94.